# エイチエス
エイチエス株式会社は、書籍・情報誌の企画、発行。ウェブ広告サイト・販促印刷物の作成を行う北海道の企業。

## 沿革
- 1985年6月 - 北海道札幌市に広告宣伝企画等を事業目的とし、アイ・エス・エツチ株式会社を設立。
- 2010年1月 - 存続会社をアイ・エス・エツチ株式会社とし、消滅会社をエイチエス株式会社として吸収合併を行い、商号をエイチエス株式会社と商号変更。
- 2010年9月15日 - グリーンシート銘柄指定、株式公開。
- 2011年5月29日 - グリーンシート銘柄取り消し。